# 웨이브 투 어스
웨이브 투 어스 (Wave to Earth)는 대한민국의 인디 록 밴드이다. 현재 김다니엘, 신동규, 차순종으로 구성되어 있으며, 2019년 결성 이래 현재까지 1장의 정규 음반 0.1 Flaws and All (2023)을 발매했다.

## 음반 목록

### 정규 음반
- 0.1 Flaws and All (2023)

### EP
- Wave 0.01 (2020)
- Summer Flows 0.02 (2020)
- play with earth! 0.03 (2024)

## 수상 목록
- 2025년 제34회 서울가요대상 밴드상